# Skugglinjelövmätare
Skugglinjelövmätare (Idaea deversaria) är en fjärilsart som beskrevs av Gottlieb August Herrich-Schäffer 1847. Skugglinjelövmätare ingår i släktet Idaea och familjen mätare, Geometridae. Arten är reproducerande i Sverige. Inga underarter finns listade i Catalogue of Life.